# جيني لين
جيني لين (بالإنجليزية: Jenny Lynn)‏ هي لاعبة كمال أجسام أمريكية، ولدت في 22 يناير 1972 في بيتالوما في الولايات المتحدة.